# Dixonius

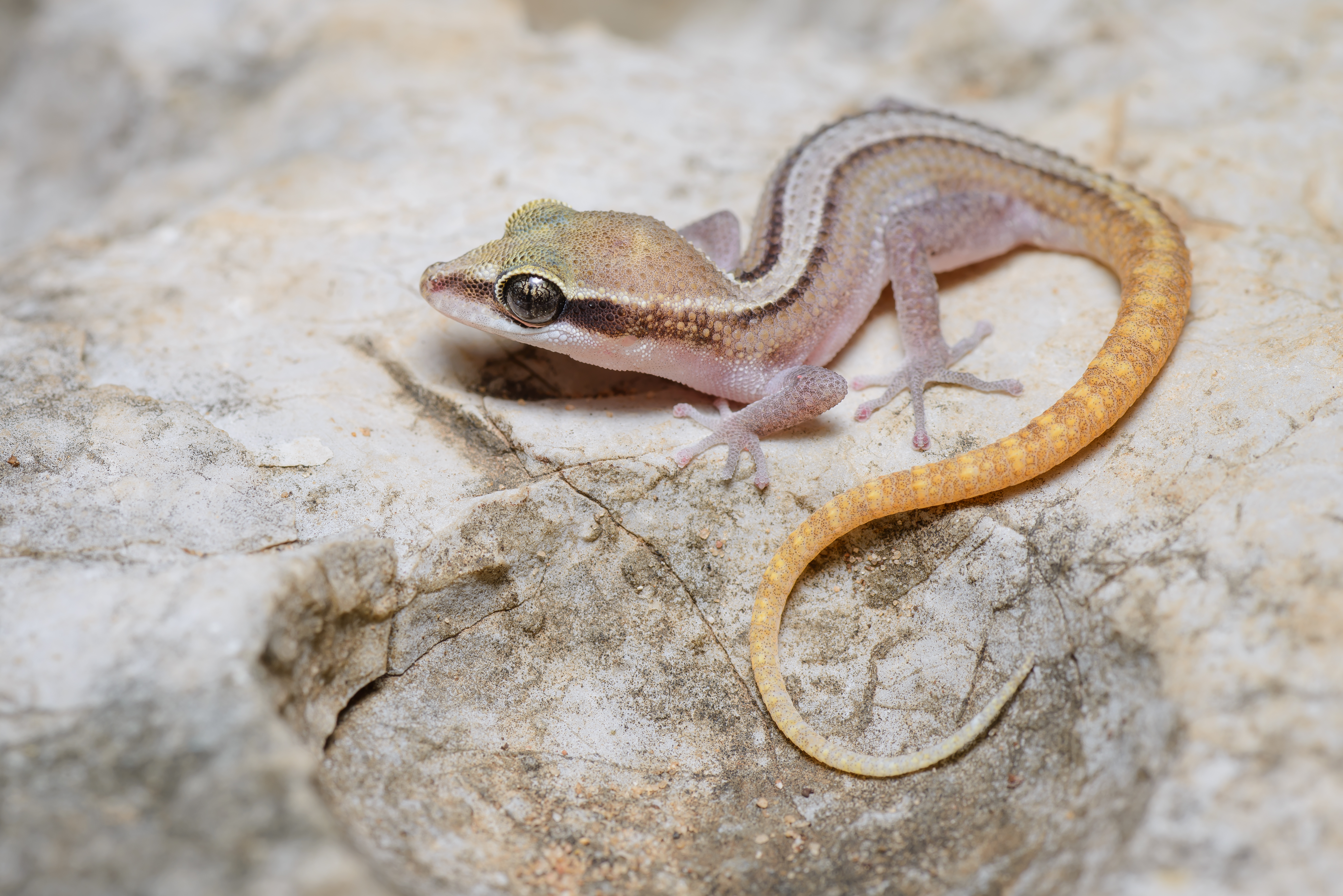
Dixonius kaweesaki

Dixonius (лат.) — род пресмыкающихся из семейства гекконовых. Известно более 15 видов. Встречаются в Индо-Малайской зоогеографической области.

## Этимология
Родовое название Dixonius дано в честь американского герпетолога профессора Джеймса Рэя Диксона (1928—2015), крупного специалиста по пресмыкающимся и земноводным.

## Классификация и распространение
Известно более 15 видов. Род был впервые выделен в 1997 году международной группой герпетологов (в которую вошли американец Аарон Мэтью Бауэр, канадец Дэвид А. Гуд и южноафриканец Уильям Рой Бранч) в статье о таксономической ревизии семейства гекконовых, опубликованной в журнале Proceedings of the California Academy of Sciences. Первоначально в род включили только два вида из рода листопалых гекконов (Phyllodactylus): melanostictus и siamensis. Типовым видом указан Dixonius siamensis. Встречаются в Индо-Малайской зоогеографической области: Юго-Восточная Азия. Большинство видов (7) эндемичны для Таиланда; также отмечены во Вьетнаме, Камбодже и Лаосе:
- Dixonius aaronbaueri Ngo & Ziegler, 2009
- Dixonius chotjuckdikuli Donbundit et al., 2024[6]
- Dixonius dulayaphitakorum Sumontha & Pauwels, 2020[7]
- Dixonius fulbrighti Luu et al., 2023[8]
- Dixonius gialaiensis Luu et al., 2023[9]
- Dixonius hangseesom Bauer et al., 2004
- Dixonius kaweesaki Sumontha et al., 2017[10]
- Dixonius lao Nguyen et al., 2020[11]
- Dixonius mekongensis Pauwels et al., 2021[12]
- Dixonius melanostictus (Taylor, 1962) — Таиландский листопалый геккон[a]
- Dixonius minhlei Ziegler et al., 2016[14]
- Dixonius muangfuangensis Luu et al., 2023[9]
- Dixonius pawangkhananti Pauwels et al., 2020[15]
- Dixonius siamensis (Boulenger, 1899) — Сиамский листопалый геккон[b]
- Dixonius somchanhae Nguyen et al., 2021[16]
- Dixonius taoi Botov et al., 2015
- Dixonius vietnamensis Das, 2004